# Когнитивно-поведенческая терапия
Когнити́вно-поведе́нческая терапи́я (КПТ, англ. cognitive behavioural therapy, CBT), также когнити́вно-поведе́нческая психотерапи́я или когнити́вно-бихевиора́льная психотерапи́я, — широко распространённая комплексная форма психотерапии, сочетающая в себе когнитивную терапию с поведенческой терапией. Когнитивно-поведенческая психотерапия эффективна при самых различных психических расстройствах и представляет собой краткосрочное, сфокусированное на навыках лечение, направленное на изменение неадаптивных эмоциональных реакций при помощи изменения мыслей, изменения поведения пациента либо изменения того и другого. КПТ является терапией выбора при многих психических расстройствах.
Когнитивный подход исходит из предположения, что психологические проблемы и нервно-психические расстройства вызваны нелогичными или нецелесообразными мыслями и убеждениями человека, а также дисфункциональными стереотипами его мышления, изменив которые можно изменить эмоции и поведение и таким образом решить проблемы. Поведенческий подход, основанный на теории бихевиоризма, предполагает изменение поведения человека путём поощрения и подкрепления желаемых форм поведения и отсутствия подкрепления нежелательных форм, а вследствие изменения поведения — изменение эмоций и стереотипов мышления.
Когнитивно-поведенческие упражнения — лечебно-профилактические средства психотерапии, которые являются когнитивными средствами самовоздействия.
Когнитивно-поведенческая терапия основана на сочетании основных принципов поведенческой и когнитивной психологии и отличается от исторических подходов к психотерапии, таких как психоаналитический подход, при котором терапевт ищет бессознательный смысл поведения, а затем на этой основе формулирует диагноз. В отличие от психоанализа, КПТ представляет собой «ориентированную на проблему» и «ориентированную на действие» форму терапии, что означает, что она используется для лечения конкретных проблем, связанных с диагностированным психическим расстройством. Роль терапевта состоит в том, чтобы помочь клиенту найти и отработать эффективные стратегии для достижения поставленных целей и облегчения симптомов расстройства. КПТ основана на убеждении, что искажения мышления и неадекватное поведение играют роль в развитии и поддержании многих психических расстройств и что симптомы и связанный с ними дистресс можно уменьшить, обучая новым навыкам обработки информации и механизмам преодоления.
Обзорные исследования показали, что по сравнению с психофармакологическими средствами только КПТ столь же эффективна для лечения нетяжёлых форм депрессии, тревоги, посттравматического стрессового расстройства (ПТСР), тиков, расстройств, связанных с употреблением психоактивных веществ, расстройств пищевого поведения и пограничного расстройства личности. Некоторые исследования показывают, что когнитивно-поведенческая терапия наиболее эффективна в сочетании с препаратами для лечения некоторых психических расстройств, таких как большое депрессивное расстройство. КПТ рекомендуется в качестве первого этапа лечения большинства психических расстройств у детей и подростков, включая агрессию и расстройства поведения. Исследователи обнаружили, что другие[какие?] добросовестные терапевтические вмешательства были столь же эффективны для лечения некоторых состояний[каких?] у взрослых. Наряду с межличностной психотерапией (ИПТ) когнитивно-поведенческая терапия рекомендуется в качестве предпочтительного психосоциального лечения.

## История

### Философские основы
Предпосылки некоторых фундаментальных аспектов КПТ были обнаружены в различных древних философских учениях, особенно в стоицизме. Философы-стоики, особенно Эпиктет, считали, что логику можно использовать для выявления и отбрасывания ложных убеждений, ведущих к деструктивным эмоциям, и эти убеждения стоиков повлияли на то, как современные когнитивно-поведенческие терапевты выявляют когнитивные искажения, способствующие депрессии и тревоге. Например, в оригинальном руководстве по лечению депрессии Аарона Т. Бека говорится: «Философские истоки когнитивной терапии восходят к философам-стоикам». Другим примером влияния стоиков на КПТ является влияние Эпиктета на Альберта Эллиса. Ключевой философской фигурой, повлиявшей на развитие КПТ, был также Джон Стюарт Милль.

### История поведенческой терапии

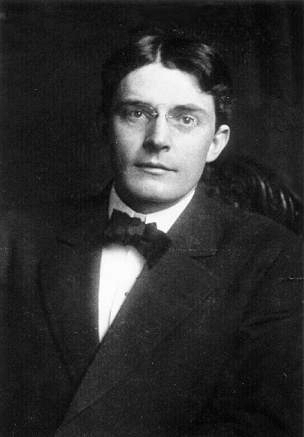
Джон Б. Уотсон

Современные корни когнитивно-поведенческой терапии можно проследить до развития поведенческой терапии в начале XX века, развития когнитивной терапии в 1960-х годах и последующего их слияния. Новаторские разработки в области бихевиоризма началась с изучения обусловленности Джоном Б. Уотсоном и Розали Рейнер в 1920 году. Поведенчески ориентированные терапевтические подходы были описаны ещё в 1924 году в работе Мэри Ковер Джонс, посвящённой избавлению детей от страхов. Это были предшественники поведенческой терапии Джозефа Вольпа, появившейся в 1950-х годах. Именно взгляды Вольпа и Уотсона, основанные на открытиях Ивана Павлова в области условных рефлексов, повлияли на Ганса Айзенка и Арнольда Лазаруса при разработке новых методов поведенческой терапии, основанных на классическом обусловливании.
В 1950-х и 1960-х годах поведенческая терапия стала широко применяться исследователями в США, Великобритании и Южной Африке. Их вдохновила бихевиористская теория обучения Ивана Павлова, Джона Б. Уотсона и Кларка Л. Халла. В Великобритании Джозеф Вольп, который применил результаты экспериментов на животных в рамках своего метода систематической десенсибилизации, использовал результаты поведенческих исследований при лечении невротических расстройств. Терапевтическая работа Вольпа стала предтечей нынешних методов уменьшения страха. Британский психолог Ганс Айзенк представил поведенческую терапию как конструктивную альтернативу методам Вольпа.
В то же время, когда проводились исследования Айзенка, Б. Ф. Скиннер и его коллеги начали разработки в области оперантного обусловливания. Метод Скиннера получил название радикального бихевиоризма. Джулиан Роттер в 1954 году и Альберт Бандура в 1969 году внесли свой вклад в поведенческую терапию разработками в области теории социального обучения, продемонстрировав влияние когниций на обучение и модификацию поведения. Работа австралийки Клэр Уикс в 1960-е годы, посвящённая тревожным расстройствам, также считается прототипом поведенческой терапии. Акцент на поведенческих факторах определил «первую волну» КПТ.

### Основы когнитивной терапии
Одним из первых терапевтов, обратившихся к когнициям в психотерапии, был Альфред Адлер. В частности, большую роль сыграло введенное им понятие базовых ошибок, которые способствуют созданию нездоровых или бесполезных поведенческих и жизненных целей. Взгляды Адлера повлияли на взгляды Альберта Эллиса, разработавшего самую раннюю разновидность когнитивно-ориентированной психотерапии, названную рационально-эмоциональной терапией (ныне известна как рационально-эмоционально-поведенческая терапия, или РЭПТ). Основателем когнитивно-поведенческой терапии Эллис также считает Авраама Лоу.
Примерно в то же время, когда разрабатывалась рационально-эмоционально-поведенческая терапия, Аарон Т. Бек проводил в своей психоаналитической практике сеансы свободных ассоциаций. Во время этих сеансов Бек заметил, что мысли не были такими бессознательными, как ранее предполагал Фрейд, и что определённые типы мышления могут приводить к эмоциональному дистрессу. Исходя из этой гипотезы, Бек разработал когнитивную терапию и назвал такие мысли «автоматическими мыслями». Бека считают «отцом когнитивно-поведенческой терапии».
В работах Бека выделяются три уровня мышления:
1. произвольные мысли;
2. автоматические мысли;
3. базовые убеждения (установки) и когнитивные схемы.

Именно эти две разновидности психотерапии — рационально-эмоциональная терапия и когнитивная терапия — положили начало «второй волне» когнитивно-поведенческой терапии, делавшей акцент на когнитивных факторах.

### Слияние поведенческой и когнитивной терапии
Хотя ранние поведенческие подходы были успешны при многих невротических расстройствах, они оказались малоэффективны при лечении депрессии. Бихевиоризм также стал терять популярность из-за когнитивной революции. Терапевтические подходы Альберта Эллиса и Аарона Т. Бека приобрели популярность среди поведенческих терапевтов, несмотря на более раннее неприятие бихевиористами менталистских концепций, таких как мысли[уточнить] и познания[уточнить]. Обе эти системы включали поведенческие элементы и вмешательства, с уделением основного внимания проблемам пациента в настоящем.
В первоначальных исследованиях когнитивную терапию часто противопоставляли поведенческим методам лечения, чтобы выяснить, какая из этих разновидностей лечения более эффективна. В 1980-х и 1990-х годах когнитивные и поведенческие методы были объединены в когнитивно-поведенческую терапию. Ключевым моментом в этом слиянии стала успешная разработка методов лечения панического расстройства Дэвидом М. Кларком в Великобритании и Дэвидом Х. Барлоу в США.
Со временем когнитивно-поведенческая терапия стала известна не только как конкретная разновидность психотерапии, но и как общий термин для всех видов когнитивно-ориентированной психотерапии. Эти методы включают, помимо прочего, рационально-эмоционально-поведенческую терапию (РЭПТ), когнитивную терапию, терапию принятия и приверженности, диалектическую поведенческую терапию, метакогнитивную терапию, метакогнитивный тренинг, терапию реальностью / теорию выбора, когнитивную терапию обработки, EMDR и мультимодальную терапию. Все эти методы лечения представляют собой смесь когнитивных и поведенческих элементов.
Объединение теоретических и практических основ поведенческой и когнитивной терапии легло в основу «третьей волны» КПТ. Наиболее известными видами терапии этой третьей волны являются диалектическая поведенческая терапия и терапия принятия и приверженности (англ. acceptance and commitment).
Несмотря на растущую популярность подходов к лечению, характерных для третьей волны, обзоры исследований показывают, что при лечении депрессии может не быть разницы в эффективности по сравнению с традиционной когнитивно-поведенческой терапией.

## Описание
Обычно когнитивно-поведенческая терапия предполагает, что изменение дезадаптивного мышления приводит к изменению поведения и аффекта, но недавние её модификации подчёркивают изменения в отношении человека к неадаптивному мышлению, а не изменения в самом мышлении. Цель когнитивно-поведенческой терапии состоит не в том, чтобы выявить у человека конкретное заболевание, а в том, чтобы рассмотреть человека в целом и сделать выводы, что именно можно в нём изменить.
Процесс терапии проходит в форме диалога. Психотерапевт изучает шаблоны мышления пациента, чтобы определить его предполагаемые реакции на стрессовую ситуацию. Затем пациенту предлагается новый шаблон мышления и поведения, который либо не приводит к стрессу, либо снижает его значимость или же вообще не испытывается. Пациенту предлагается «закрепить» результаты в реальной жизни: заговорить с красивой девушкой, попросить помощи у незнакомых, навестить родственников и т. п.

### Когнитивные искажения
Терапевты или компьютерные программы используют методы когнитивно-поведенческой терапии, чтобы помочь людям бросить вызов своим шаблонам и убеждениям и заменить ошибки мышления, известные как когнитивные искажения, то есть «чрезмерное обобщение, преувеличение негатива, минимизация позитива и катастрофизация», более реалистичными мыслями, благодаря чему уменьшить эмоциональный стресс и снизить вероятность саморазрушительного поведения. Когнитивные искажения могут быть либо псевдодискриминационным убеждением, либо чрезмерным обобщением чего-либо. Методы КПТ также могут использоваться, чтобы помочь людям занять более открытую и осознанную позицию по отношению к когнитивным искажениям и таким образом уменьшить их последствия.

### Связанные методы
КПТ может проводиться в сочетании с различными, но родственными методами, такими как экспозиционная терапия, прививка от стресса, когнитивная обработка, когнитивная терапия, метакогнитивная терапия, метакогнитивное обучение, обучение релаксации, диалектическая поведенческая терапия, терапия принятия и приверженности. Некоторые практикующие специалисты продвигают форму осознанной когнитивной терапии, которая включает больший упор на самосознание как часть терапевтического процесса.

## Медицинское применение
Существуют доказательства, что у взрослых когнитивно-поведенческая терапия является эффективной составляющей лечения тревожных расстройств, дисморфофобии, депрессии, расстройств пищевого поведения, хронической боли в пояснице, расстройств личности, психозов, шизофрении, расстройств, связанных с употреблением психоактивных веществ, и биполярного расстройства. Метод КПТ также эффективен как составляющая лечения при адаптации[уточнить], депрессии и беспокойстве, связанных с фибромиалгией, и после травм спинного мозга.
У детей и подростков КПТ является эффективной составляющей лечения тревожных расстройств, телесного дисморфического расстройства, депрессии и суицидальных наклонностей, расстройств пищевого поведения и ожирения, обсессивно-компульсивного расстройства (ОКР), посттравматического стрессового расстройства (ПТСР), а также тикового расстройства, трихотилломании и других повторяющихся расстройств поведения.
Критика когнитивно-поведенческой терапии иногда касается недостатков в её практическом применении, то есть затрагивает такую тему, как низкокачественная терапия, проводимая плохо обученными практикующими психотерапевтами. Но это не отменяет эффективности когнитивно-поведенческой терапии при депрессии, тревожных расстройствах и ряде других психических расстройств.
Имеющиеся данные свидетельствуют о том, что применение гипнотерапии в качестве дополнения к когнитивно-поведенческой терапии повышает эффективность лечения различных клинических проблем.
Национальный институт здравоохранения и передового опыта Великобритании (NICE) рекомендует КПТ в качестве лечения ряда психических расстройств, включая посттравматическое стрессовое расстройство, обсессивно-компульсивное расстройство, нервную булимию и клиническую депрессию.
Имеются некоторые свидетельства того, что КПТ в долгосрочной перспективе превосходит бензодиазепины и другие препараты при лечении бессонницы. Эффективность компьютеризированной когнитивно-поведенческой терапии (CCBT) в лечении бессонницы была доказана рандомизированными контролируемыми испытаниями и другими исследованиями. Некоторые исследования показали аналогичную эффективность вмешательства информационных веб-сайтов[прояснить] и терапии в форме еженедельных телефонных звонков. Было обнаружено, что КПТ[уточнить] столь же эффективна, как и КПТ лицом к лицу[уточнить] при бессоннице.

### Биполярное расстройство
Многие исследования показывают, что когнитивно-поведенческая терапия в сочетании с фармакотерапией эффективна при лечении депрессивных проявлений биполярного расстройства, уменьшает тяжесть мании и улучшает психосоциальное функционирование, оказывая лёгкий или умеренный эффект, и что такое сочетание более эффективно, чем психофармакотерапия, применяемая без психотерапевтического вмешательства.

### Психозы
При длительных психозах когнитивно-поведенческая терапия применяется как дополнение к лечению, и её легко адаптировать к индивидуальным потребностям пациентов. Вмешательства, связанные с этими состояниями, включают изучение реальности, обучение влиянию на содержание и оценку бреда и галлюцинаций[прояснить], изучение факторов, провоцирующих рецидив, и лечение рецидивов. Наблюдения подтверждают эффективность метакогнитивного обучения (MCT) при купировании продуктивной психопатологической симптоматики (например, бреда).

### Шизофрения
Обзор INSERM 2004 года выявил высокую эффективность КПТ при лечении нескольких видов психических расстройств, включая шизофрению.
В кокрановском обзоре сообщается, что КПТ «не влияет на долгосрочный риск рецидива» и не оказывает дополнительного эффекта сверх стандартного лечения. В систематическом обзоре 2015 года изучались эффекты КПТ в сравнении с другими психосоциальными методами лечения шизофрении и было установлено, что нет явных преимуществ КПТ перед другими, часто менее дорогостоящими методами.

### Аддикции

#### Патологическая и игровая зависимость
КПТ используется при лечении патологической игровой зависимости. Доля людей с патологической зависимостью от азартных игр составляет 1—3 %. Когнитивно-поведенческая терапия развивает навыки предотвращения рецидивов, благодаря ей пациент может научиться контролировать себя и справляться с ситуациями, когда риск рецидива особенно высок. Имеются доказательства эффективности КПТ при лечении патологической игровой зависимости, однако эффективен ли этот метод при долгосрочном её лечении, в настоящий момент не выяснено.

#### Отказ от курения
КПТ рассматривает привычку курить как приобретённое поведение, которое позже превращается в стратегию преодоления повседневных стрессов. Поскольку курение часто легкодоступно и позволяет курильщику быстро почувствовать себя хорошо, оно часто получает приоритет перед другими копинг-стратегиями и в конечном счёте становится привычным для человека в повседневной жизни даже в отсутствие событий, вызывающих стресс. КПТ направлена функцию поведения, поскольку она может различаться у разных людей[прояснить][стиль], и позволяет заменить курение другими механизмами преодоления стресса. КПТ также помогает пациентам научиться справляться с сильной тягой к курению, которая является основной причиной рецидива во время лечения.
В контролируемом исследовании 2008 года, проведенном Медицинской школой Стэнфордского университета, было высказано предположение, что КПТ может быть эффективным средством, позволяющим воздерживаться от курения. Состояние 304 случайно выбранных взрослых участников отслеживалось в течение одного года. Во время этой программы некоторые участники получали лекарства, некоторые подвергались когнитивно-поведенческой терапии, некоторые получали круглосуточную поддержку по телефону, к некоторым применялась комбинация этих трёх методов. Через 20 недель участники, подвергавшиеся КПТ, имели уровень воздержания 45 % по сравнению с участниками, не подвергавшимися КПТ, у которых уровень воздержания составлял 29 %. В целом исследование пришло к выводу, что акцент на когнитивных и поведенческих стратегиях поддержки отказа от курения может помочь людям выработать привычку долгосрочного воздержания от курения.

#### Расстройства, связанные с употреблением психоактивных веществ
Исследования показали, что когнитивно-поведенческая терапия является эффективным средством лечения расстройств, связанных с употреблением психоактивных веществ. В этих случаях КПТ нацелена на то, чтобы корректировать неадекватные мысли с помощью более здоровых нарративов[прояснить]. Конкретные техники включают выявление потенциальных триггеров и разработку стратегий преодоления ситуаций высокого риска рецидива. Исследования показали, что когнитивно-поведенческая терапия особенно эффективна в сочетании с другими психотерапевтическими методами и лекарствами.

#### Интернет-зависимость
В исследованиях интернет-зависимость характеризуется как новое клиническое расстройство, вызывающее проблемы в межличностных отношениях, проблемы на работе и проблемы социального характера. КПТ была предложена в качестве предпочтительного метода лечения интернет-зависимости.

### Расстройства пищевого поведения
Существует множество видов лечения, которые могут облегчить состояние людей с расстройствами пищевого поведения, однако доказано, что когнитивно-поведенческая терапия является более эффективным методом лечения, чем препараты и межличностная психотерапия. КПТ нацелена на борьбу с основными причинами дистресса, такими как негативные представления пациентов о массе тела, его форме и размере. КПТ-терапевты также обучают пациентов регулированию сильных эмоций и мыслей, приводящих к опасному компенсаторному поведению. КПТ является терапией первой линии при нервной булимии и неспецифическом расстройстве пищевого поведения, однако данные относительно её эффективности при этих двух расстройствах неоднозначны и ограничиваются небольшими размерами исследований. В частности, обзор INSERM 2004 года показал, что КПТ является эффективным лечением при некоторых психических расстройствах, включая булимию и нервную анорексию.

### Другое применение
Имеющиеся данные свидетельствуют о возможной роли КПТ в лечении синдрома дефицита внимания и гиперактивности (СДВГ), ипохондрии и биполярного расстройства, но необходимы дополнительные исследования, и результаты следует интерпретировать с осторожностью. КПТ может способствовать ослаблению симптомов тревоги и депрессии у людей с болезнью Альцгеймера. КПТ исследовалась как вспомогательное средство при лечении беспокойства, связанного с заиканием. Первоначальные исследования показали, что когнитивно-поведенческая терапия снижает социальную тревожность у заикающихся взрослых, но не снижает частоту заикания.
Кокрановские обзоры не нашли убедительных доказательств того, что обучение когнитивно-поведенческой терапии помогает приёмным родителям справляться с проблемным поведением у находящихся под их опекой детей и подростков, а также что КПТ полезна в лечении людей, жестоко обращающихся со своими сексуальными партнёрами.
КПТ применяется для лечения расстройств личности и поведенческих проблем.

## Способы доступа
Типичная программа когнитивно-поведенческой терапии состоит из 6—18 индивидуальных сеансов продолжительностью около часа каждый с перерывами между сеансами в 1—3 недели. За этой первоначальной программой могут последовать несколько дополнительных сессий — например, через один или три месяца. Также было обнаружено, что когнитивно-поведенческая терапия эффективна, если пациент и терапевт в режиме реального времени общаются друг с другом посредством интернет-связи.
Могут применяться и мобильные приложения для самопомощи или управляемой когнитивно-поведенческой терапии. Технологические компании разрабатывают приложения для мобильных чат-ботов с искусственным интеллектом, что позволяет применять КПТ для поддержания психического здоровья, повышения психологической устойчивости и повышения эмоционального благополучия.

## Типы

### РЭПТ
РЭПТ — это жёстко структурированная и ориентированная на достижение целей форма психотерапии, направленная на избавление от неприятных мыслей о той или иной конкретной ситуации и замену их более безопасными и полезными альтернативами.

### Моральная восстановительная терапия
Доказано, что терапия морального возмещения, тип когнитивно-поведенческой терапии, используемый для помощи преступникам в преодолении проявлений антисоциального расстройства личности, немного снижает риск дальнейших правонарушений. Обычно реализуется в групповом формате из-за риска того, что у правонарушителей с антисоциальным расстройством личности индивидуальная терапия может усилить нарциссические тенденции. Группы обычно встречаются еженедельно в течение двух — шести месяцев.

## Позиция в отношении КПТ государственных структур и медицинских организаций
Национальная служба здравоохранения Великобритании объявила в 2008 году, что количество терапевтов, обучаемых методам КПТ за государственный счёт, будет увеличено. В NICE заявили, что КПТ станет основой лечения нетяжёлой депрессии, а медикаменты будут использоваться только в тех случаях, когда успеха достичь не удалось.
NICE также рекомендует предлагать когнитивно-поведенческую терапию людям, страдающим шизофренией, и тем, кто когда-либо испытал психотический эпизод.